# Isolona cooperi
Isolona cooperi Hutch. & Dalziel ex G.P.Cooper & Record – gatunek rośliny z rodziny flaszowcowatych (Annonaceae Juss.). Występuje naturalnie w Liberii, Ghanie oraz Wybrzeżu Kości Słoniowej. 

## Morfologia
PokrójZimozielone drzewo lub krzew.
LiścieMają podłużnie odwrotnie jajowaty kształt. Mierzą 20–27 cm długości oraz 7–10 cm szerokości. Nasada liścia jest od rozwartej do zaokrąglonej. Blaszka liściowa jest o spiczastym wierzchołku.
KwiatySą pojedyncze, rozwijają się w kątach pędów. Płatki mają podłużny kształt i żółtą barwę, osiągają do 3–5 mm długości.

## Biologia i ekologia
Rośnie w lasach.